# Cratere La Paz
La Paz  è un cratere sulla superficie di Marte.